# Triángulo de Texas
El Triángulo de Texas es una región de Texas que contiene las cinco ciudades más grandes del estado y alberga a la mayoría de su población. El Triángulo de Texas está formado por los cuatro principales centros urbanos del estado, Austin, Dallas-Fort Worth, Houston y San Antonio, conectados por las carreteras Interstate 45, Interstate 10 y Interstate 35. En 2020, la población del Triángulo de Texas alcanzó casi 21 millones, tras un rápido crecimiento en gran parte de Texas. El Triángulo de Texas es una de las once megarregiones de los Estados Unidos, grupos de áreas urbanas que comparten vínculos económicos y culturales.
En 2004, el Triángulo de Texas contenía cinco de las 20 ciudades más grandes de los EE. UU. y era hogar de más del 70 % de todos los texanos, con una población de 13.8 millones. En los próximos 40 años, se proyecta que la población del Triángulo de Texas aumente en más del 65%, o 10 millones de personas, y comprenda el 78 % de todos los texanos.
Áreas metropolitanas adicionales en la región incluyen Bryan–College Station, Killeen–Temple–Fort Hood y Waco. Doce microrregiones estadísticas están dentro del Triángulo, que incluye 66 condados. Beaumont, ubicada al este de Houston, ha sido considerada parte del Triángulo de Texas por numerosos estudios desde el año 2000. El condado de Burleson es el centro del Triángulo de Texas.

## Geografía
El Triángulo de Texas está formado por las ciudades más grandes del estado, que están conectadas a través de las principales autopistas interestatales. Su ubicación geográfica se extiende desde la zona sur, en Houston, hasta el norte en Dallas-Fort Worth, pasando por Austin y San Antonio. Esta área se caracteriza por una gran diversidad en términos de clima y paisaje, desde las llanuras de Texas hasta las colinas y bosques del centro y sur del estado.
Es una de las regiones más dinámicas y de más rápido crecimiento en los Estados Unidos, tanto en términos de población como de economía. La región ha experimentado una expansión significativa en la última década debido a su alta calidad de vida, su creciente infraestructura y la proximidad a industrias clave como la energía, la tecnología, la salud y la educación.
La megaregión está definida en trabajos de la iniciativa America 2050 y otros. El Dr. Robert Lang del Metropolitan Institute en Virginia Tech caracterizó a Dallas–Fort Worth como una de las primeras megapolitanas reconocidas. Aunque cada ciudad es distinta, Dallas y Fort Worth se desarrollaron lo suficientemente cerca como para formar el área urbana conocida ampliamente como el Metroplex.
La región de 60 000 millas cuadradas (155 400 km²) contiene la mayoría de las ciudades y áreas metropolitanas más grandes del estado, y en 2008 tenía un total de 17 millones de personas, y para 2020 había crecido a casi 21 millones, lo que representa casi el 75% de la población total de Texas. La región es comparable a Florida en población y comparable a Georgia en superficie, pero el Triángulo de Texas comprende menos de una cuarta parte del área total de Texas.
Según el Centro de Desarrollo Sostenible de la Universidad de Texas en Austin, "el Triángulo de Texas tiene tres lados que miden 271, 198 y 241 millas en distancia terrestre."

### Ciudades y Áreas Metropolitanas
- Houston
- Dallas-Fort Worth Metroplex
- San Antonio
- Austin
- Fort Worth
- Bryan–College Station
- Killeen–Temple–Fort Hood
- Waco

### Condados del Triángulo
El Triángulo de Texas contiene 65 condados. Son:
Anderson,
Atascosa,
Austin,
Bandera,
Bastrop,
Bell,
Bexar,
Blanco,
Bosque,
Brazoria,
Brazos,
Burleson,
Burnet,
Caldwell,
Chambers,
Collin,
Colorado,
Comal,
Coryell,
Dallas,
Denton,
DeWitt,
Ellis,
Falls,
Fayette,
Fort Bend,
Freestone,
Galveston,
Gonzales,
Grimes,
Guadalupe,
Harris,
Hays,
Henderson,
Hill,
Houston,
Jackson,
Johnson,
Kaufman,
Kendall,
Lampasas,
Lavaca,
Lee,
Leon,
Liberty,
Limestone,
Madison,
McLennan,
Medina,
Milam,
Montgomery,
Navarro,
Rockwall,
Robertson,
San Jacinto,
Tarrant,
Travis,
Trinity,
Victoria,
Walker,
Waller,
Washington,
Wharton,
Williamson, y
Wilson.

## Economía
La economía del Triángulo de Texas está impulsada por diversas industrias clave que incluyen la tecnología, la energía, el comercio, la manufactura y la atención médica. Houston es conocida como el centro de la industria energética de EE. UU., especialmente en el sector de los combustibles fósiles y la energía renovable, mientras que Austin se ha convertido en un importante centro tecnológico, conocido por ser la "capital tecnológica de Texas". Dallas-Fort Worth, por su parte, es un centro financiero y de comercio, con una economía diversa que abarca desde la banca hasta la aeronáutica. San Antonio es un centro de defensa y atención médica, con una fuerte presencia de la industria militar.
El Triángulo de Texas tiene una economía interconectada, con un fuerte enfoque en el comercio y la cooperación entre sus principales ciudades. La región representa una parte significativa del Producto Interno Bruto (PIB) de Texas y tiene un crecimiento proyectado a largo plazo debido a la expansión de sus sectores económicos.

## Demografía
La población del Triángulo de Texas ha experimentado un crecimiento constante, con la región atrayendo a nuevos residentes debido a la calidad de vida, las oportunidades económicas y el costo de vida relativamente bajo en comparación con otras áreas metropolitanas de EE. UU. Según las proyecciones, la población de la región podría aumentar en más de 10 millones de personas en las próximas cuatro décadas.
El Triángulo de Texas es una de las áreas más diversas del estado, con una población de variadas etnias y culturas. Las principales ciudades de la región, como Houston, Dallas, Austin y San Antonio, son algunas de las ciudades más multiculturales de los Estados Unidos.

## Infraestructura
El Triángulo de Texas está bien comunicado por una red de carreteras interestatales, ferrocarriles y aeropuertos internacionales. Las principales autopistas interestatales que atraviesan la región son la Interstate 45, Interstate 10 y Interstate 35. Además, el Triángulo está conectado a través de importantes puertos marítimos y terminales ferroviarios que facilitan el comercio y la logística tanto a nivel nacional como internacional.
Las ciudades de la región también cuentan con aeropuertos internacionales clave, como el Aeropuerto Intercontinental George Bush en Houston, el Aeropuerto Internacional de Dallas/Fort Worth, el Aeropuerto Internacional de Austin-Bergstrom y el Aeropuerto Internacional de San Antonio, que son centros vitales de transporte para la región.

## Política
El Triángulo de Texas puede considerarse una de las áreas más de tendencia política izquierdista en Texas debido a las ciudades ancla de Houston, San Antonio, Dallas, Austin y Fort Worth. Todas estas ciudades, y sus respectivos condados de Harris, Bexar, Dallas, Travis y Tarrant, se inclinaron hacia Joe Biden en las elecciones de 2020, con Biden ganando el Condado de Tarrant, que había votado por Donald Trump en 2016.
Antes de 2008, con excepción de Austin/Travis y San Antonio/Bexar (este último un condado oscilante en el pasado y el primero un bastión liberal), todas estas ciudades/condados eran bastiones conservadores, habiendo votado por candidatos presidenciales republicanos desde la década de 1960 hasta 2004.
Esto culminó con Barack Obama ganando los condados de Dallas, Harris y Bexar para el Partido Demócrata en 2008.
Desde 1912, el Condado de Travis ha sido consistentemente un bastión liberal a nivel presidencial. Durante este tiempo, solo respaldó al candidato republicano en seis ocasiones, todas victorias republicanas aplastantes, excepto en 2000. El 2000 sigue siendo la última vez que un candidato presidencial republicano ganó el condado y la última vez que un candidato de un tercer partido influyó en los resultados. Esto probablemente se debió al desempeño relativamente fuerte del candidato de un tercer partido Ralph Nader, quien obtuvo un 10.37% de los votos, su mejor resultado en cualquier condado de Texas, probablemente debido a que algunos votantes demócratas votaron por Nader en lugar de por el nominado del Partido Demócrata Al Gore.
A pesar de ser un bastión liberal a nivel presidencial, el Condado de Travis ha votado por los republicanos en más ocasiones en las elecciones al Senado. Por ejemplo, Kay Bailey Hutchison ganó el condado en todas sus candidaturas al Senado, excepto en 2006. Ted Cruz continuó la racha perdedora, perdiendo el condado tanto en su 2012 como en sus candidaturas de 2018. John Cornyn, en todas sus campañas al Senado desde 2002, nunca ha ganado este condado, a pesar de ser su condado natal, y es uno de los dos en el Triángulo que nunca lo ha respaldado, siendo el otro el Condado de Dallas. El Condado de Travis también ha votado por los republicanos en las elecciones a gobernador, la última vez en 1998, cuando George W. Bush ganó un segundo mandato como gobernador.
A pesar de que las cinco ciudades más grandes de Texas se encuentran dentro del Triángulo, también hay un gran número de condados rurales y conservadores en el Triángulo. Es en estos condados donde los republicanos obtienen sus mejores resultados en las encuestas.